# جورج ويليام اندروز
جورج ويليام اندروز هو سياسي كندي، ولد في 9 سبتمبر 1869 في المملكة المتحدة، وتوفي في 5 نوفمبر 1943. حزبياً، نشط في الحزب الليبرالي الكندي. وقد انتخب عضو مجلس العموم الكندي.